# Llebre del Cap
La llebre del Cap (Lepus capensis) és una espècie de llebre de la família Leporidae.
Tot i que autòctona d'Àfrica, s'ha estès a Europa, l'Orient Mitjà i Àsia. També ha estat introduïda a Austràlia. A les Balears també és introduïda, si bé només es conserva a Mallorca, on fou portada en època talaiòtica.

## Subespècies
- Lepus capensis capensis
- Lepus capensis aquilo
- Lepus capensis carpi
- Lepus capensis granti
- Lepus capensis aegyptius
- Lepus capensis hawkeri
- Lepus capensis isabellinus
- Lepus capensis sinaiticus
- Lepus capensis arabicus
- Lepus capensis atlanticus
- Lepus capensis whitakeri
- Lepus capensis schlumbergi